# Komuna e Luzit i Vogël
Komuna e Luzit i Vogël är en kommun i Albanien.   Den ligger i prefekturen Qarku i Tiranës, i den centrala delen av landet, 30 km sydväst om huvudstaden Tirana.
Trakten runt Komuna e Luzit i Vogël består till största delen av jordbruksmark.  Runt Komuna e Luzit i Vogël är det tätbefolkat, med 308 invånare per kvadratkilometer.